# Hans Michel (Politiker)
Hans Michel (* 15. November 1889 in Schauenstein; † 11. März 1958) war ein deutscher Handwerker und Politiker (FDP).

## Werdegang
Michel war Inhaber einer Weberei in Helmbrechts. Von 1925 bis 1933 und von 1948 bis 1956 war er Bürgermeister von Helmbrechts.
Von Dezember 1947 bis zu seinem Tod war er Mitglied des Bayerischen Senats. 1950 kandidierte er zwar erfolgreich für den Bayerischen Landtag, verzichtete aber auf das Mandat zugunsten seines Sitzes im Senat.

## Ehrungen
- 1954: Ehrenbürger von Helmbrechts
- 1955: Bundesverdienstkreuz 1. Klasse